# WWE Women's Intercontinental Championship
El Women's Intercontinental Championship (Campeonato Intercontinental Femenino, en español) es un campeonato de lucha libre profesional creado y utilizado por la empresa estadounidense WWE para su marca Raw. Es uno de los dos campeonatos femeninos secundarios en el roster principal de WWE, junto con el Campeonato Femenino de los Estados Unidos de SmackDown. El título fue anunciado durante el episodio del 25 de noviembre de 2024 de Raw. La campeona actual es Becky Lynch, quien se encuentra en su primer reinado.

## Historia
La empresa de lucha libre profesional estadounidense WWE fue fundada en abril de 1963, pero nunca tuvo un campeonato femenino secundario hasta la creación del Campeonato Norteamericano Femenino de la marca de desarrollo NXT, en abril de 2024.A ese título se sumó el Campeonato Femenino de los Estados Unidos de WWE de SmackDown en noviembre de ese año.Mientras, el 25 de noviembre en Raw, el gerente general de la marca, Adam Pearce, reveló el Campeonato Intercontinental Femenino de WWE para la división femenina del roster principal, similar al Campeonato Intercontinental Masculino.

## Torneo inaugural
Tras anunciar la creación del campeonato, el 1 de diciembre de 2024, el gerente general de Raw, Adam Pearce, dio a conocer la primera llave del torneo inaugural, con una lucha entre Dakota Kai, Katana Chance y Shayna Baszler. Finalmente, la ganadora del torneo fue Lyra Valkyria, quien derrotó en la final a Dakota Kai el 13 de enero de 2025.
|  |                                                |                                                |                                                |  |  |                                         |                                         |                                         |  |  |                               |                               |                               |
|  | Primera ronda Raw 2 al 23 de diciembre de 2024 | Primera ronda Raw 2 al 23 de diciembre de 2024 | Primera ronda Raw 2 al 23 de diciembre de 2024 |  |  | Semifinales Raw 30 de diciembre de 2024 | Semifinales Raw 30 de diciembre de 2024 | Semifinales Raw 30 de diciembre de 2024 |  |  | Final Raw 13 de enero de 2025 | Final Raw 13 de enero de 2025 | Final Raw 13 de enero de 2025 |
|  | Primera ronda Raw 2 al 23 de diciembre de 2024 | Primera ronda Raw 2 al 23 de diciembre de 2024 | Primera ronda Raw 2 al 23 de diciembre de 2024 |  |  | Semifinales Raw 30 de diciembre de 2024 | Semifinales Raw 30 de diciembre de 2024 | Semifinales Raw 30 de diciembre de 2024 |  |  | Final Raw 13 de enero de 2025 | Final Raw 13 de enero de 2025 | Final Raw 13 de enero de 2025 |
|  |                                                |                                                |                                                |  |  |                                         |                                         |                                         |  |  |                               |                               |                               |
|  |                                                |                                                |                                                |  |  |                                         |                                         |                                         |  |  |                               |                               |                               |
|  | Dakota Kai                                     | Dakota Kai                                     | Pin                                            |  |  |                                         |                                         |                                         |  |  |                               |                               |                               |
|  | Dakota Kai                                     | Dakota Kai                                     | Pin                                            |  |  |                                         |                                         |                                         |  |  |                               |                               |                               |
|  | Katana Chance                                  | Katana Chance                                  | 7:37                                           |  |  |                                         |                                         |                                         |  |  |                               |                               |                               |
|  | Katana Chance                                  | Katana Chance                                  | 7:37                                           |  |  |                                         |                                         |                                         |  |  |                               |                               |                               |
|  | Shayna Baszler                                 | Shayna Baszler                                 | —                                              |  |  | Dakota Kai                              | Dakota Kai                              | Pin                                     |  |  |                               |                               |                               |
|  | Shayna Baszler                                 | Shayna Baszler                                 | —                                              |  |  | Dakota Kai                              | Dakota Kai                              | Pin                                     |  |  |                               |                               |                               |
|  |                                                |                                                |                                                |  |  | Zoey Stark                              | Zoey Stark                              | 8:15                                    |  |  |                               |                               |                               |
|  |                                                |                                                |                                                |  |  | Zoey Stark                              | Zoey Stark                              | 8:15                                    |  |  |                               |                               |                               |
|  | Zoey Stark                                     | Zoey Stark                                     | Pin                                            |  |  |                                         |                                         |                                         |  |  |                               |                               |                               |
|  | Zoey Stark                                     | Zoey Stark                                     | Pin                                            |  |  |                                         |                                         |                                         |  |  |                               |                               |                               |
|  | Raquel Rodríguez                               | Raquel Rodríguez                               | —                                              |  |  |                                         |                                         |                                         |  |  |                               |                               |                               |
|  | Raquel Rodríguez                               | Raquel Rodríguez                               | —                                              |  |  |                                         |                                         |                                         |  |  |                               |                               |                               |
|  | Kayden Carter                                  | Kayden Carter                                  | 9:25                                           |  |  | Dakota Kai                              | Dakota Kai                              | 8:31                                    |  |  |                               |                               |                               |
|  | Kayden Carter                                  | Kayden Carter                                  | 9:25                                           |  |  |                                         | Dakota Kai                              | 8:31                                    |  |  |                               |                               |                               |
|  |                                                |                                                |                                                |  |  | Lyra Valkyria                           | Lyra Valkyria                           | Pin                                     |  |  |                               |                               |                               |
|  |                                                |                                                |                                                |  |  | Lyra Valkyria                           | Lyra Valkyria                           | Pin                                     |  |  |                               |                               |                               |
|  | Lyra Valkyria                                  | Lyra Valkyria                                  | Pin                                            |  |  |                                         |                                         |                                         |  |  |                               |                               |                               |
|  | Lyra Valkyria                                  | Lyra Valkyria                                  | Pin                                            |  |  |                                         |                                         |                                         |  |  |                               |                               |                               |
|  | Zelina Vega                                    | Zelina Vega                                    | —                                              |  |  |                                         |                                         |                                         |  |  |                               |                               |                               |
|  | Zelina Vega                                    | Zelina Vega                                    | —                                              |  |  |                                         |                                         |                                         |  |  |                               |                               |                               |
|  | Ivy Nile                                       | Ivy Nile                                       | 7:50                                           |  |  | Lyra Valkyria                           | Lyra Valkyria                           | Pin                                     |  |  |                               |                               |                               |
|  | Ivy Nile                                       | Ivy Nile                                       | 7:50                                           |  |  | Lyra Valkyria                           | Lyra Valkyria                           | Pin                                     |  |  |                               |                               |                               |
|  |                                                |                                                |                                                |  |  | Iyo Sky                                 | Iyo Sky                                 | 11:45                                   |  |  |                               |                               |                               |
|  |                                                |                                                |                                                |  |  | Iyo Sky                                 | Iyo Sky                                 | 11:45                                   |  |  |                               |                               |                               |
|  | Alba Fyre                                      | Alba Fyre                                      | —                                              |  |  |                                         |                                         |                                         |  |  |                               |                               |                               |
|  | Alba Fyre                                      | Alba Fyre                                      | —                                              |  |  |                                         |                                         |                                         |  |  |                               |                               |                               |
|  | Iyo Sky                                        | Iyo Sky                                        | Pin                                            |  |  |                                         |                                         |                                         |  |  |                               |                               |                               |
|  | Iyo Sky                                        | Iyo Sky                                        | Pin                                            |  |  |                                         |                                         |                                         |  |  |                               |                               |                               |
|  | Natalya                                        | Natalya                                        | 8:05                                           |  |  |                                         |                                         |                                         |  |  |                               |                               |                               |
|  | Natalya                                        | Natalya                                        | 8:05                                           |  |  |                                         |                                         |                                         |  |  |                               |                               |                               |

1. ↑  Originalmente, Kairi Sane había sido programada en esta llave, pero quedó fuera tras ser atacada en backstage por Pure Fusion Collective en la edición del 16 de diciembre.

## Diseño
El diseño del cinturón es muy similar a la versión masculina, pero, como todos los campeonatos femeninos de WWE, es más pequeño y tiene una correa blanca. También reemplaza la palabra «Heavyweight» por «Women's». Como todos los cinturones de WWE, al costado presenta dos placas, las cuales son removibles para ser personalizadas con el logo de la campeona. En este caso, dichas placas son circulares y presentan el logo de WWE sobre un globo azul.

## Campeonas

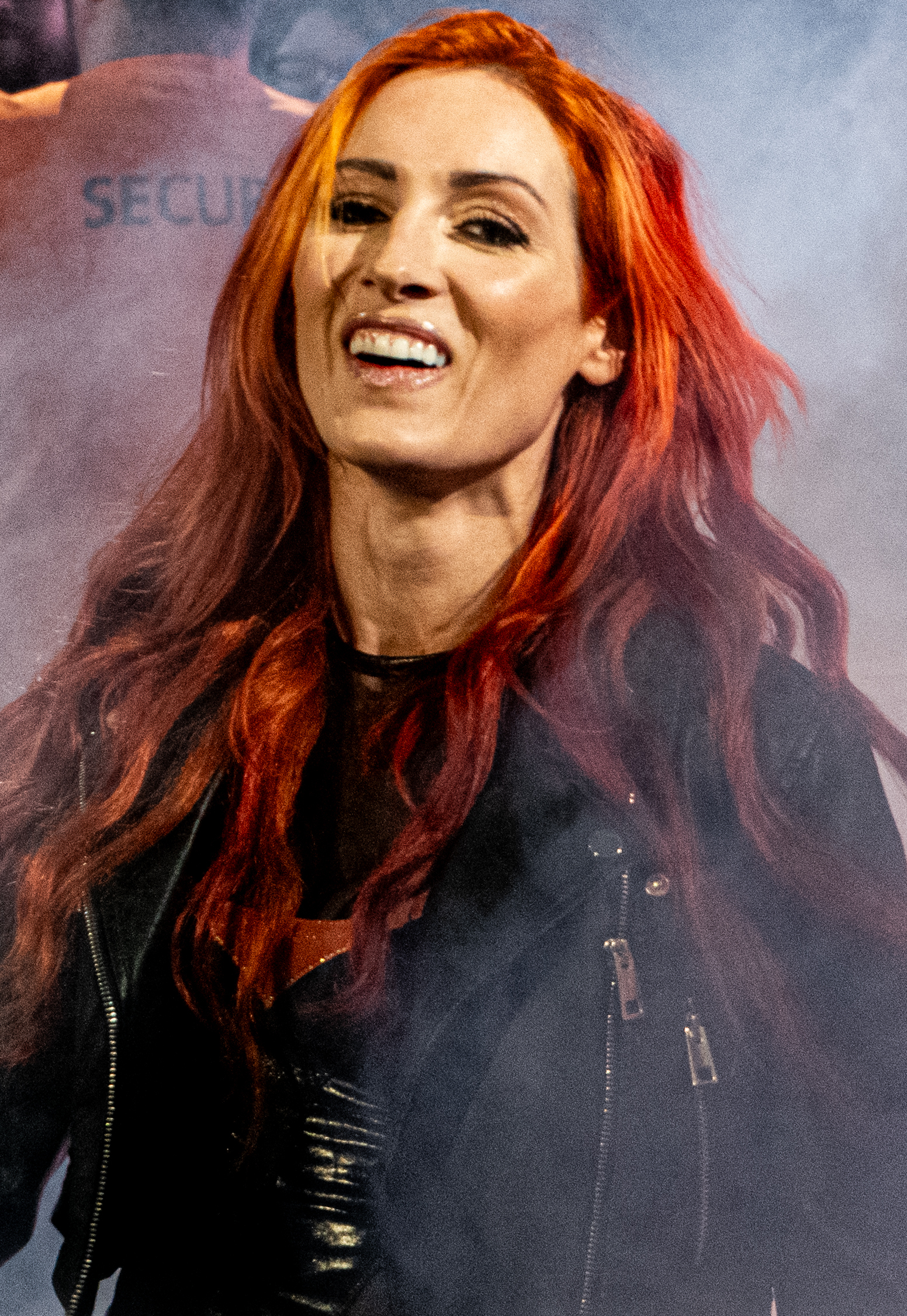
La campeona actual, Becky Lynch.

Luego de que el título fuese anunciado el 25 de noviembre de 2024, se realizó un torneo de 12 luchadoras para coronar a la campeona inaugural. La ganadora de dicho torneo fue Lyra Valkyria, quien derrotó en la final a Dakota Kai el 13 de enero de 2025 en Raw. Desde entonces ha habido 2 campeonas en el mismo número de reinados.
El reinado más largo en la historia del título le pertenece a Lyra Valkyria, quien mantuvo el campeonato por 145 días en 2025, y logró 5 defensas exitosas antes de ser derrotada por Becky Lynch. Por otra parte, la actual campeona posee el reinado más corto con 73 días.
La campeona más joven en la historia es Lyra Valkyria, quien a los 28 años derrotó a Dakota Kai en la final de un torneo. Mientras que la campeona más longeva es Becky Lynch con 38 años. En cuanto al peso de las campeonas, Lynch se registra con mayor peso con 61 kilogramos, mientras que Valkyria es la más liviana con 59 kilogramos.

### Campeona actual
La campeona actual es Becky Lynch, quien se encuentra en su primer reinado. Lynch ganó el título tras derrotar a la excampeona Lyra Valkyria el 7 de junio de 2025 en Money in the Bank.
Lynch registra hasta el 19 de agosto de 2025 las siguientes defensas televisadas:
1. vs. Bayley (23 de junio de 2025, Raw) — Por descalificación
2. vs. Bayley vs. Lyra Valkyria (13 de julio de 2025, Evolution)
3. vs. Lyra Valkyria (3 de agosto de 2025, SummerSlam)
4. vs. Maxxine Dupri (11 de agosto de 2025, Raw)
5. vs. Natalya (18 de agosto de 2025, Raw)

### Lista de campeonas
| N.º | Campeona      | Lucha               | Lucha             | Lucha                   | Estadísticas | Estadísticas | Estadísticas      | Notas y referencias |
| N.º | Campeona      | Fecha               | Evento            | Ubicación               | Reinado      | Días         | Días rec. por WWE | Notas y referencias |
| --- | ------------- | ------------------- | ----------------- | ----------------------- | ------------ | ------------ | ----------------- | --- |
| 1   | Lyra Valkyria | 13 de enero de 2025 | Raw               | San José, California    | 1            | 145          | 144               | Derrotó a Dakota Kai en la final del torneo inaugural. |
| 2   | Becky Lynch   | 7 de junio de 2025  | Money in the Bank | Los Angeles, California | 1            | 73+          | 73+               | Fue un Last Chance match en el que si Lynch perdía, no tendría otra oportunidad titular mientras Valkyria fuese la campeona. Al perder Valkyria, debió levantar la mano de Lynch y reconocerla como la mejor mujer. |

### Total de días con el título
La siguiente lista muestra el total de días que una luchadora ha poseído el campeonato si se suman todos los reinados que posee. Actualizado a la fecha del 19 de agosto de 2025.
| + | Indica a la campeona actual. |

| N.º | Luchadora     | Reinados | Días combinados | Reconocidos por WWE |
| --- | ------------- | -------- | --------------- | ------------------- |
| 1   | Lyra Valkyria | 1        | 145             | 144                 |
| 2   | Becky Lynch   | 1        | 73+             | 73+                 |